# Mistrzostwa Świata U-20 w Piłce Ręcznej Kobiet 2020
Mistrzostwa Świata U-20 w Piłce Ręcznej Kobiet 2020 – dwudzieste drugie mistrzostwa świata U-20 w piłce ręcznej kobiet, oficjalny międzynarodowy turniej piłki ręcznej o randze mistrzostw kontynentu organizowany przez IHF mający na celu wyłonienie najlepszej żeńskiej reprezentacji narodowej złożonej z zawodniczek do lat dwudziestu. Odbędzie się w dniach 2–13 grudnia 2020 roku w dwóch rumuńskich miastach: Bukareszcie i Braszowie. Tytułu zdobytego w 2018 roku będzie broniła reprezentacja Węgier.
Początkowo zawody miały zostać rozegrane między 1–13 lipca 2020, jednakże z powodu pandemii COVID-19 przesunięto termin na grudzień.

## Informacje ogólne
Prawa do organizacji turnieju zostały przyznane Rumunom podczas kongresu IHF w listopadzie 2017 roku. Do turnieju, prócz gospodarza zawodów, znajdą się zespoły z kontynentalnych kwalifikacji. Hale, w których będzie rozgrywany czempionat, to: Sala Polivalentă (Bukareszt) i Sala Sporturilor „Dumitru Popescu Colibaşi” (Braszów).